# Ex cinema Dumont
L'ex cinema Dumont è un edificio storico di Milano situato in via Frisi al civico 2.

## Storia e descrizione
L'edificio fu costruito a partire dal 1908 nello stile liberty all'epoca dominante in città su progetto degli architetti Ferdinando Tettamanzi e Giovanni Mainetti con studio in via Filodrammatici 3: la costruzione ad un unico piano fu realizzata appositamente per ospitare il cinematografo di Giuseppe Galli (1876-1930) e del fratello Alfredo; fu uno dei primi edifici in Italia appositamente progettati, tuttavia per il nome fu scelto un cognome comune francese che avrebbe dato un tocco esotico e d'avanguardia alla struttura. Della costruzione originale rimane oggi la facciata realizzata in stile liberty con influenze floreali francesi, e ospita una biblioteca comunale.
La sala del cinema è stata trasformata nel 1994 in autorimessa multipiano privata su progetto dell'arch. Demetrio Costantino nonostante una lunga battaglia dei residenti del quartiere che volevano salvarla.
L'edificio è sottoposto a vincolo monumentale per il suo stile Liberty.
Nel 2015 il Comune di Milano ha ridisegnato l'arredo urbano davanti all'ex-cinema in seguito alla creazione dell'isola ambientale di via Melzo.